# Вергун, Михаил Тимофеевич
Михаил Тимофеевич Вергун (укр. Михайло Тимофійович Вергун; 23 мая 1888, Ахтырка — после 1940) — российский и украинский военный деятель, подполковник Армии УНР.

## Биография
Служил в Русской императорской армии, последнее звание — штабс-капитан. На службе в Армии УНР с 18 ноября 1918. В 1919 году — старшина поставки Запорожской группы Действующей армии УНР. В декабре 1919 года интернирован польскими властями в Луцке.
В 1920 году — начальник службы поставки 6-й Сечевой стрелковой дивизии, позднее начальник службы поставки 2-й Волынской стрелковой дивизии. В сентябре 1921 года не смог подать Главной реестрационной комиссии документы, свидетельствующие о его офицерском звании, за что был признан военным лицом, которое присвоило себе звание сотника, и уволен с должности. Согласно заявлениям Армии УНР, украл все деньги 2-й Волынской дивизии и бежал в Советскую Россию.
После окончания Гражданской войны работал в Киевском отделении Внешторга. С сентября 1921 года безработный, проживал в Киеве. 5 января 1935 арестован за контрреволюционную агитацию (статья 58), 14 марта приговорён ОСО при НКВД СССР к пяти годам лишения свободы. Отбывал наказание в Воркуте, 5 января 1940 освобождён. После этого его следы теряются.